# 横山不学
横山 不学（よこやま ふがく、1902年5月22日 - 1989年3月1日）は、日本の構造家、建築構造技術者。東京都出身。
旧制開成中学校、旧制水戸高等学校理科乙類を経て、1928年に東京帝国大学工学部建築学科を卒業。当時の建築学科教室主任教授であった佐野利器の指導推挙で日本銀行臨時建築部に勤務する。その後内務省、戦災復興院技官などで建築の構造設計監理を一貫して担当。
1950年に横山建築構造設計事務所を開設。前川国男との東京文化会館、東京都美術館、国立西洋美術館など、その他東京海上本社ビルなど、数多くの構造設計を担当した。
1964年藍綬褒章受章、1971年勲三等瑞宝章受章。
著書に、『世界のランドマークを求めて―建築構造設計論』（彰国社）、『遙かなる身と心との遍歴―紀行と随想』（1982年、相模書房）、『理念の追求と展開―建築構造設計論』（1979年）など。